# 一龍斎貞弥
一龍斎 貞弥（一龍齋 貞弥、いちりゅうさい ていや、1964年2月2日 - ）は、青二プロダクションに所属する女性声優、講談師、ナレーター。大分県大野郡野津町（現：臼杵市）出身。本名・旧芸名は原 亜弥（はら あや）。

## 経歴
大分県臼杵市の普現寺に生まれる。
小学5年生の時に放送クラブに所属しており、校内放送で声を聞いていた同級生の母が、「いい声しちょるね」と褒めてもらい、この時に初めて自分の声を「人間の声って違いがあるんだ」と意識した。大分県立大分上野丘高等学校時代は合唱部に入部してから声のトレーニングを始める。
文化祭のクラスの出し物で、オリジナルの脚本の芝居でラジオ番組のアシスタント役として台詞を喋ってたところ、それを聞いていた教師から褒められ、自信がつき、日本女子大学文学部国文学科に進学し、放送研究会に入部して基礎的トレーニングを学ぶ。
大学卒業後、一旦は外資系ホテルに就職しVIP客担当のコンシェルジュに勤務するが、「他人が自分を評価する基準は何処にあるのだろう」と考えるようになり、子供の頃から気になっていた「声の仕事に挑戦してみよう」となって、1年半で退職。声優事務所・青二プロダクションの付属養成所に入所する。
1989年に青二塾東京校10期生となり、1990年に青二塾を卒業して青二プロダクションに所属する。
2007年に講談師の一龍斎貞花に入門し、貞弥（ていや）の号を受ける。2008年に前座、2011年二つ目に昇進。
2022年秋、真打に昇進。真打昇進披露宴は東京會舘に200名ほどの客を招き、異例の「パーティーでの口上」を交えて催された。

## 人物
資格・免許は生田流琴、三絃師範、剛柔流空手二段。
趣味は常磐津、歌唱、英語。特技は読経。
方言は大分弁。娘がいる。
落語芸術協会の若手落語家・講談師を中心としたユニット「チーム江戸噺」の公演に参加している。

## 講談師以外の出演歴

### テレビアニメ
1991年
- まじかる☆タルるートくん（女生徒）

1991年
- キテレツ大百科（ピアノの先生、歯科医）

1992年
- ちびまる子ちゃん（女の人）
- 超電動ロボ 鉄人28号FX
- 美少女戦士セーラームーン（妖怪）
- YAWARA! a fasionable Judo Girl!（鶴亀女子社員）

2003年
- 釣りバカ日誌（キャサリン）

2004年
- クレヨンしんちゃん（スチュワーデスB）
- 名探偵コナン（2004年 - 2005年、チボリ公園受付、安永雪子）

2005年
- ブラック・ジャック（空港アナウンス）

2009年
- あたしンち（戸山の友人A）
- ご姉弟物語（秋田）

2021年
- オッドタクシー（和田垣母）

### OVA
- 銀河お嬢様伝説ユナ（1995年、六本木の舞）
- 超時空要塞マクロスII -LOVERS AGAIN-（1996年、沙織）

### 劇場アニメ
- カッタ君物語（1995年、青木律子）
- パーフェクトブルー[13]（1998年）
- あたしンち（2003年、おばさん2）
- 映画 オッドタクシー イン・ザ・ウッズ（2022年、和田垣母）

### ゲーム
- 銀河お嬢様伝説ユナ（1992年、六本木の舞、チャイナの麗美）
- LUNAR シルバースターストーリー（1992年、ゼノビア、レミリア）
- 銀河お嬢様伝説ユナ2〜永遠のプリンセス〜（1995年、六本木の舞）|
- 銀河お嬢様伝説ユナ3 LIGHTNING ANGEL（1997年、六本木の舞、家柄と血筋のルミナーエフ）
- スターフォックス アサルト（2005年、クリスタル）
- 大乱闘スマッシュブラザーズシリーズ（2008年 - 2018年、クリスタル、ロビン） - 3作品[注 1]
- 龍が如く3
- LUNAR ハーモニー オブ シルバースター（2009年、ゼノビア、レミリア）

### 吹き替え
- ビバリーヒルズ青春白書
- ベイビーブラッド

### テレビドラマ
- マイファミリー（2022年4月10日 - 6月12日、TBS） - 声の出演(犯人の通話に利用される機械音声)[14]

### ラジオドラマ
- クリック&デッド NETWAYスイーパーズ（平沢京子）
- NISSAN あ、安部礼司 〜 beyond the average 〜 2022年7月3日放送のゲスト（給湯器の音声案内、湯田熱子、女将）

### ナレーション
- どっちの料理ショー（ナレーション、レッドキッチン「ドッチくん」の声）[8]
- さんまのSUPERからくりTV[8]
- ドリーム・プレス社
- NHK高校講座 世界史（NHK教育テレビ）
- 桂雀々の大判小判がじゃくじゃく（トゥエルビ）

### 音声案内
- 日産自動車カーナビ[8]
- パロマ給湯器[8]
- 全日空予約案内センター[8]
- 東武鉄道「スペーシアX」車内放送[15]

### ラジオ番組
- 宮藤さんに言ってもしょうがないんですけど（TBSラジオ、2025年5月17日）- 「機械音声の声優」の中の人として